# Leopold Horner

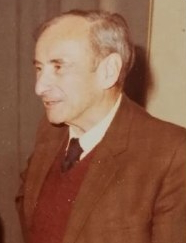
Horner, 1983

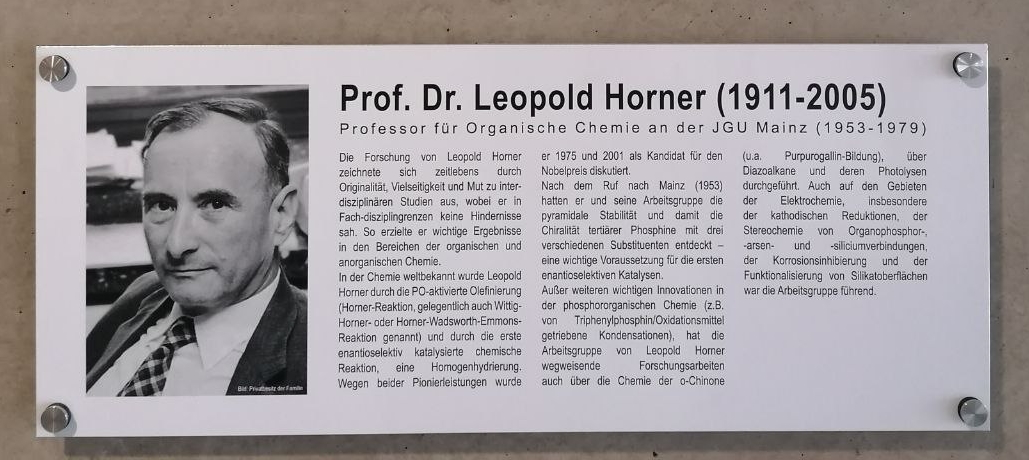
Gedenkschild von Leopold Horner im Schulz-Horner Gebäude der JGU Mainz

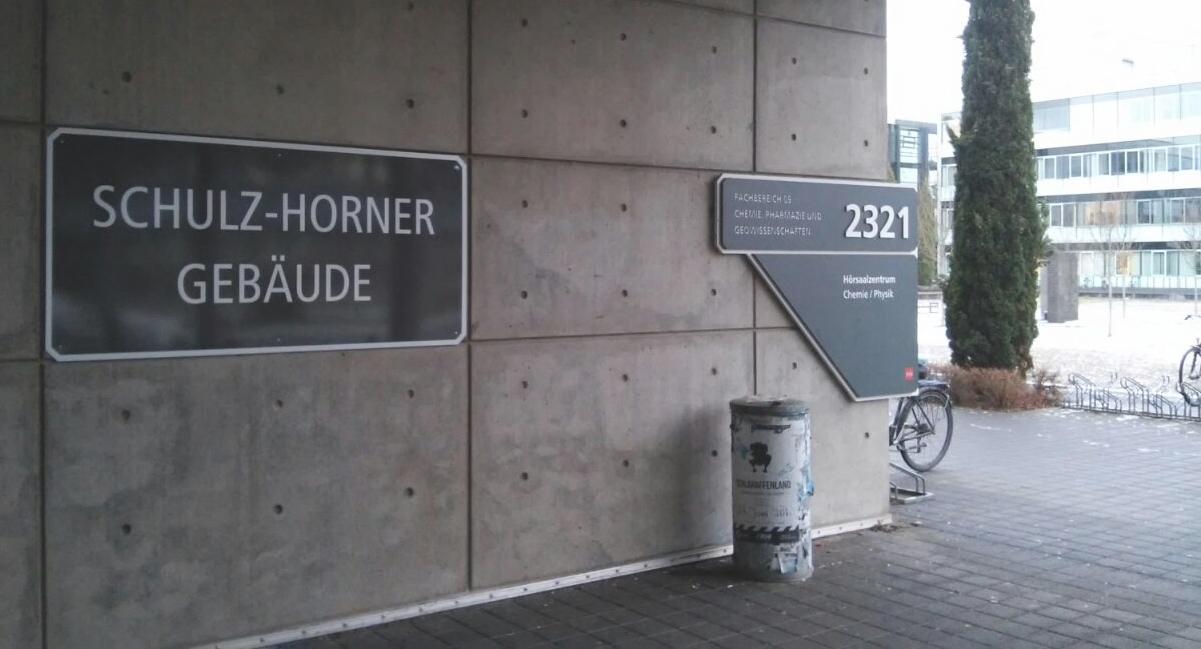
Schulz-Horner-Gebäude der Johannes Gutenberg-Universität Mainz zu Ehren von Leopold Horner und Günter Victor Schulz.

Leopold Horner (* 24. August 1911 in Kehl; † 5. Oktober 2005 in Mainz) war ein deutscher Chemiker. Horner lieferte bedeutende Beiträge zur organischen Synthesechemie. Er entdeckte die Konfigurationsstabilität chiraler tertiärer Phosphine, entwickelte die erste enantioselektiv katalysierte Homogenhydrierung und die stereoselektive PO-aktivierte Olefinsynthese (Horner-Wadsworth-Emmons-Reaktion). Horner wurde während seines Lebens mehrmals als Kandidat für den Nobelpreis für Chemie diskutiert.

## Leben und Werk
Horner studierte in den 1930er Jahren Chemie, 1935 wurde er mit einer Arbeit über „Kenntnis des Vomicins: Abbau von Vomicidin; über Strychnos-Alkaloide XVIII“ in München bei dem Nobelpreisträger Heinrich Otto Wieland promoviert. Er habilitierte sich dort 1942. Danach arbeitete er am Kunststoffinstitut in Frankfurt am Main. 1950 wurde er Professor in Frankfurt und ging 1953 an die Universität Mainz.
Horner war einer der Wegbereiter der asymmetrischen Katalyse und eine Koryphäe auf dem Gebiet der phosphororganischen Verbindungen. Er ist der Entdecker der Horner-Wadsworth-Emmons-Reaktion, in der Aldehyde oder Ketone mit Enolaten von Alkylphosphonsäureestern (Phosphonat-Carbanionen) zu Olefinen reagieren.

## Auszeichnungen
Leopold Horner wurde 1973 mit der Liebig-Denkmünze der Gesellschaft Deutscher Chemiker (GDCh) ausgezeichnet, ab 2005 war er Ehrenmitglied der GDCh. Darüber hinaus gehörte er ab 1975 der Deutschen Akademie der Naturforscher Leopoldina an, die ihm 2001 die Cothenius-Medaille verlieh. 1995 wurde er von der Fakultät für Chemie und Biowissenschaften der Universität Karlsruhe zum Ehrendoktor ernannt.
Am 23. Januar 2019 erhielt das Gebäude 2321 des Hörsaalzentrums Chemie/Physik der Johannes Gutenberg-Universität Mainz den Namen Schulz-Horner Gebäude.